# Omega-9-fedtsyre
Omega-9-fedtsyre er en lang carbonkæde bestående af en glycerol i alfa-delen. Omega-9-fedtsyrer er centrale fedtsyrer for mennesket, da man skal have tilført den gennem kosten. 